# Aurelia Dobre
Pour les articles homonymes, voir Dobre.
Aurelia Dobre, née le 16 novembre 1972 à Bucarest, est une ancienne gymnaste roumaine qui a été championne du monde en 1987. Encore aujourd'hui de nombreux fans de gymnastique la portent en estime autant à cause de sa technique, que par son instinct artistique, comme du ballet. Elle fut également la première à la poutre, et troisième au saut de cheval ainsi qu'aux exercices au sol dans les finales de l'événement. À ces championnats, elle a marqué un total de cinq "10".

## Biographie
Durant des années, Aurelia Dobre fut considérée comme étant la plus jeune championne du monde en gymnastique artistique, (le 23 octobre 1987 à Rotterdam aux Pays-Bas ; elle avait 14 ans et 352 jours), selon le Livre Guinness des records, jusqu'à ce que l'on découvre qu'en 1981, la championne du monde Olga Bicherova avait falsifié son âge et n'avait que 13 ans.
Aux Jeux olympiques de Séoul de 1988 et aux Championnats du monde de gymnastique artistique 1989 à Stuttgart, elle faisait partie de l'équipe médaillée d'argent.
Ses entraîneurs ont été Émile Lita et Flora Stefanescu. Sa carrière fut assez courte à la suite de deux blessures importantes.
En 1990, elle est devenue une figure controversée en critiquant ouvertement la situation de la gymnastique en Roumanie durant l'ère communiste dans un magazine. Elle fit une interview similaire à International Gymnast Magazine. Puis, elle a choqué en posant nue dans une diffusion de huit pages du numéro de septembre du Playboy néerlandais. Elle aurait été payée 50 000 $.
En 1991, Aurélia Dobre et sa coéquipière Silivas ont participé au Championnat du Monde professionnel aux États-Unis à Fairfax. Peu de temps après, elle rencontre Boz Mofid propriétaire du gymnase Fit 'n Fun. Le 7 novembre 1992, ils se marient. 
Aujourd'hui, Aurélia Dobre aide les gymnastes par les chorégraphies et l'enseignement de la danse. 
Le couple a quatre fils, les deux premiers sont nommés Cyrus et Darius, et les deux derniers – des jumeaux – sont nommés Marcus et Lucas. Ces jumeaux font des vidéos Vine, ils en ont même fait avec leur mère.

## Palmarès

### Jeux olympiques
- Séoul 1988
  -  médaille d'argent au concours par équipes

### Championnats du monde
- Rotterdam 1987
  -  médaille d'or par équipes
  -  médaille d'or au concours général individuel
  -  médaille d'or à la poutre
  -  médaille de bronze au saut
  -  médaille de bronze au sol

- Stuttgart 1989
  -  médaille d'argent par équipes